# Asia-Pacific International University
Asia-Pacific International University, AIU, (ehemals Mission College) (Thai: มหาวิทยาลัยนานาชาติเอเชีย-แปซิฟิก) ist eine private Universität in Thailand. Das Universitätsgelände teilt sich auf zwei Standorte auf. Der Hauptcampus befindet sich in Muak Lek, Provinz Saraburi. Der Bangkok Campus ist mit der Krankenpflegeschule und dem Bangkok Adventist Hospital zentral in Bangkok Yommarat lokalisiert.
Es wird ein Internationales und ein Thai Programm angeboten.

## Geschichte
Die Asia-Pacific International University entstand aus dem Zusammenschluss dreier Institutionen: Southeast Asia Union College aus Singapur, Bangkok Adventist Mission Hospital Krankenpflegeschule aus Bangkok und Mission College Muak Lek Campus Muak Lek.

### Southeast Asian Union College (SAUC)
Southeast Asia Union College (SAUC) ist die älteste der drei Institutionen und wurde im Jahre 1906 unter dem Namen Singapore Training School von G. F. Jones, dem ersten adventistischen Missionar in Südostasien, gegründet. In den 1920er Jahren zog die Einrichtung auf ein größeres Grundstück um, zur Upper Serangoon Road und verblieb dort bis zum Zusammenschluss in den späten 1990er Jahren. Im Jahre 1956 erhielt SAUC den Status „Junior College“. In den späten 1960er Jahren expandierte die SAUC erneut und konnte somit das erste Bachelor-Programm in Erziehung und Theologie anbieten. Aufgrund der Erweiterungen in den früheren Jahren stieg die Zahl der Studenten rasch an, obwohl eine Akkreditierung durch die Republik Singapur noch ausblieb. Im Jahre 1984 bot SAUC ein Partnerschaftsprogramm mit gleichzeitiger Akkreditierung in den Vereinigten Staaten von Amerika mit der Walla Walla University (Walla Walla Universität), Washington State, USA, an. In weiteren Jahren wurden zusätzliche Bachelor-Programme in Betriebswirtschaft (Business Administration), Management-Informationssystem, Verwaltung, Religion und Englisch als Zweitsprache angeboten.
Die Regierung Singapurs gab 1996 bekannt, dass das Grundstück von SAUC für ein großes Infrastruktur-Projekt benötigt wird. Somit wurde der Campus in Singapur komplett aufgegeben und es begann die Suche nach einem neuen Standort.

### Mission College School of Nursing (MCSN)
Der erste Versuch, eine Krankenpflegeschule in Bangkok zu gründen, wurde im Jahr 1941 in Verbindung mit der Eröffnung des Bangkok Adventist Medical Clinic (Poliklinik) unternommen. Nach Ausbruch des Zweiten Weltkriegs wurde das medizinische Personal aus Übersee evakuiert und infolgedessen das Projekt schon nach wenigen Monaten eingestellt.
Im Jahr 1945 wurde die Krankenpflegeschule, diesmal in Verbindung mit dem Bangkok Adventist Hospital (Krankenhaus), erneut geplant. Das Krankenhaus hatte 1946 ein Grundstück im Zentrum Bangkoks an der Pitsanulok Straße gekauft. Ein Jahr später wurde hier die Krankenpflegeschule unter der Leitung von Frau Ellen Waddell als Oberschwester und Frau Ruth Monroe als Leiterin der Krankenpflegeschule eröffnet. Ihre Berufung war es, kompetente und fürsorgliche Krankenschwestern auszubilden und jungen Menschen von der Liebe Gottes zu erzählen. Doktoren und Fr. Waddell führten die Bewerbungsgespräche der ersten Studentinnen persönlich durch. Aufgrund dessen wurden 33 Studentinnen für das Programm zugelassen. Drei Jahre später konnte die Schule ihre ersten 25 Absolventinnen beglückwünschen.
In der ersten Phase der Entwicklung erlebte die Schule ein rasantes Wachstum, sodass weitere Gebäude benötigt wurden. Das Krankenhaus, die Schule und ihre Absolventinnen waren aufgrund ihrer Kompetenz, Fürsorge und der Qualität der Ausbildung in der ganzen Nation hoch angesehen.
Im Jahr 1955 wurde das Programm mit der Einführung von den Studiengängen in Geburtshilfe, Medizintechnik, Radiologie und Anästhesie ausgeweitet. Diese wurden später aufgrund der Veränderung im Lehrplan eingestellt.
Die Königin Sirikit von Thailand eröffnete 1958 offiziell ein neues dreistöckiges Gebäude, das als Unterrichts- und Wohngebäude genutzt wurde. Bis heute erhält die Hochschule Unterstützung der Königlichen Familie. Ein Mitglied der königlichen Familie überreicht jedes Jahr allen Hochschulabsolventen ihre Abschlusszeugnisse.
Unter der Führung von Frau Salinee Navaratana restrukturierte die Schule ihr Krankenpflegeprogramm. Ein vierjähriger Studiengang zum Bachelor of Science in Nursing (Krankenpflege) wurde im Jahr 1986 in das Studienprogramm aufgenommen. Dies wiederum führte zur Namensänderung in „Mission College“ und der Eröffnung neuer Unterrichtsgebäude im Jahr 1988. Frau Salinee blieb bei der Institution 23 Jahre als Direktorin und später als Präsidentin für weitere 11 Jahre. Über 1000 Krankenpflegerinnen und Krankenpfleger absolvierten ihren Abschluss bis zum Jahre 2000.

### Das „alte“ Mission College
Mission College in Muak Lek wurde als Zweig der Bangkok Adventist Mission Hospital School of Nursing (Krankenpflegeschule) 1988 ins Leben gerufen. Die Idee war es, in einer ländlichen Gegend fernab von jeglichem Lärm und Umweltverschmutzung eine Hochschule für Thais der Freikirche der Siebenten-Tags-Adventisten anzubieten. Bis dato gab es nur die Krankenpflegeschule in Bangkok. Der Campus in Muak Lek wurde von Wayne Hamra mit Unterstützung von Helen Sprengel fertiggestellt. Siroj Sorajjikool und Jon Dybahl etablierten Studiengänge in Rechnungswesen (Accounting), Management und Englisch (English Language), die 1993 vom Ministerium für Erziehung anerkannt wurden. Alle Studiengänge wurden auf Thai unterrichtet.

### Das „neue“ Mission College
Mit der Schließung des Southeast Asia Union Colleges in Singapur begann die Suche nach einem neuen Standort. Eine neunwöchige Untersuchung über mögliche Optionen endete mit dem Entschluss die drei bestehenden Institutionen in Muak Lek zusammenzuführen. Das neue Mission College kombiniert die bestehenden Programme von SAUC auf Englisch sowie vom früheren Mission College auf Thai. Das restrukturierte Mission College war seit dem verantwortlich für das Krankenpflegeprogramm in Bangkok und auch für das Thai Programm in Muak Lek. Der Campus wurde auf internationalen Standard mit nationaler und internationaler Akkreditierung für Bachelor und Master Programme ausgebaut.
Im Januar 1997 begann der Ausbau des Campuses in Muak Lek mit Hochdruck. Man wollte schnellstmöglich alle SAUC Studenten in Muak Lek unterbringen und mit dem Unterricht dort zu beginnen. Das Ministerium für Universitätsangelegenheiten in Thailand vergab die Erlaubnis an Mission College das Internationale Programm von SAUC, als auch das Thai Programm von Mission College bzw. Bangkok Adventist Mission Hospital anzubieten.
Der Ausbau der Infrastruktur des Muak Lek Campuses zwischen den Jahren 1997 und 2001 war das größte zusammenhängende Einzelprojekt in der über 150-jährigen Geschichte der Freikirche der Siebenten-Tags-Adventisten. Das Investitionsvolumen betrug über 20 Millionen US-Dollar.
Mission College ist Teil der über 6996 Bildungseinrichtungen der Freikirche der Siebenten-Tags-Adventisten, die in mehr als 100 Ländern der Welt etabliert sind.

### Universitätsstatus und Namensänderung
Unter der Leitung von Warren Shipton (Präsident zwischen 2006 und 2010) wurde von Tantipoonwinai, Tennyson, Valentine and Arasola beim Ministerium für Bildung ein Antrag auf Universitätsstatus gestellt. Am 30. Juni 2009 wurde Mission College vom Ministerium für Bildung in Thailand durch Churin Laksanawisi der Universitätsstatus offiziell verliehen. Zusammen mit der Statusänderung wurde die Namensänderung von Mission College (MC) zu Asia-Pacific International University (AIU) vollzogen.

## Fakultäten

### Fakultät der Wirtschaftswissenschaften
- Bachelor of Business Administration (BBA) mit Schwerpunkt auf:
  - Accounting and Finance
  - Management and Entrepreneurship
  - Management and Marketing
  - Computer Information Systems

- Master of Business Administration (MBA) mit Schwerpunkt auf:
  - Accounting
  - Business Management

### Fakultät der Sozialwissenschaften
- Bachelor of Arts (BA) in English mit Schwerpunkt auf:
  - TESOL (Teaching English to Speakers of Other Languages)
  - English for Communication
  - English for Business
- Bachelor of Arts (BA) in Education and Psychology
- Psychology als Nebenfach
- Education als Nebenfach

- Master of Education (MEd) mit Schwerpunkt auf:
  - Curriculum and Instruction
  - Educational Administration
  - Teaching English to Speakers of Other Languages (TESOL)

### Fakultät der Krankenpflege
- Bachelor of Nursing (BNS)

### Fakultät der Naturwissenschaften
- Bachelor of Science in Bioscience Schwerpunkt auf:
  - Biologie
  - Environmental Science
  - Health Science
- Bioscience als Nebenfach

### Fakultät der Religionswissenschaften
- Bachelor of Arts in Angewandter Theologie (BA in Applied Theology)
- Bachelor of Arts in Religiöser Erziehung (BA in Religious Education)

- Master of Christian Ministry (MCM)

## Partner-Universitäten und Kooperationen
AIU ist Mitglied der Association of Private Higher Education Institutions of Thailand (APHEIT) und der Association of Christian Universities and Colleges in Asia (ACUCA).
Es werden Partnerschaften zu verschiedenen Universitäten weltweit unterhalten. Einige sind namentlich wie folgt: Avondale College, James Cook University (Australien), Sahmyook University (Korea), Wenzao Ursuline College of Languages (Taiwan), La Sierra University, Loma Linda University, Griggs University, Southern Adventist University, Walla Walla University, Washington State University (USA), University of Information Technology, National University Vietnam (Vietnam)